# Échangeur de Loncin
Échangeur de Loncin ist ein Autobahnkreuz nordwestlich der belgischen Stadt Lüttich, nahe dem Flughafen Lüttich. Es verbindet die Autobahnen A3, A15 und A602 miteinander.
Alle Verbindungsrampen dieses auch als „Spaghettiknoten“ bezeichneten Verkehrsbauwerks sind halbdirekt geführt, wodurch die Verkehrsführung sehr komplex ist. Ohne Berücksichtigung von Brücken und Überführungsbauwerken anderer Straßen, verfügt das Autobahnkreuz über 10 Brückenbauwerke. Neben etlichen Ortsstraßen und der N3 führt auch eine Eisenbahnlinie durch das Kreuz. Das gesamte Bauwerk erstreckt sich auf einer Fläche von etwa 2 km in Ost-West- und 2,5 km in Nord-Süd-Ausdehnung.

## Lage im Autobahnnetz
| (31) Juprelle Richtung Waremme             |  | (32) Alleur Richtung Hevre           |
|                                            |  |                                      |
| (3) Hanut Richtung Saint-Georges-sur-Meuse |  | (31a) Bonne Fortune Richtung Lüttich |